# Fritz Ebel (Maler, 1835)
Fritz Ebel (eigentlich Friedrich Carl Werner Ebel; * 21. April 1835 in Lauterbach, Hessen; † 20. Dezember 1895 in Düsseldorf) war ein deutscher Landschaftsmaler.

## Leben
Nach einer Apothekerlehre und Tätigkeit als Apothekergehilfe in Osterode am Harz wurde Fritz Ebel 1855 Privatschüler von August Lucas. Von 1857 bis 1861 war Ebel Schüler von Johann Wilhelm Schirmer an der Akademie in Karlsruhe. Ab 1862 lebte er als freischaffender Maler in Düsseldorf, wo er zunächst mit den Malerkollegen Eugen Bracht, Carl Harveng und August Kessler zusammenwohnte. Dort gehörte er dem Künstlerverein Malkasten an und unternahm zahlreiche Studienreisen, darunter 1863 in das bayerische Hochland, 1865 nach Tirol und ebenfalls in den 1860er Jahren nach Italien. Ein Privatschüler Ebels war der Maler Adolf Eduard Storck.
Seit Anfang der 1860er Jahre nahm Ebel an den großen Kunstausstellungen in Berlin, Düsseldorf, Wien und des Kunstvereins Barmen teil.

## Leistungen

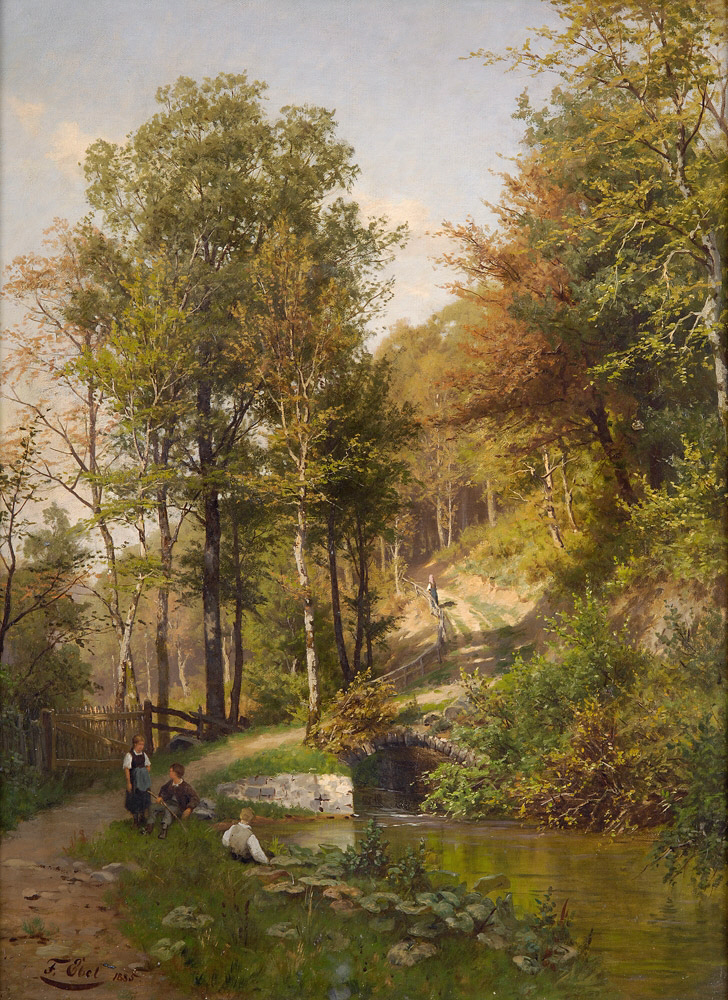
Spätsommertag, 1885

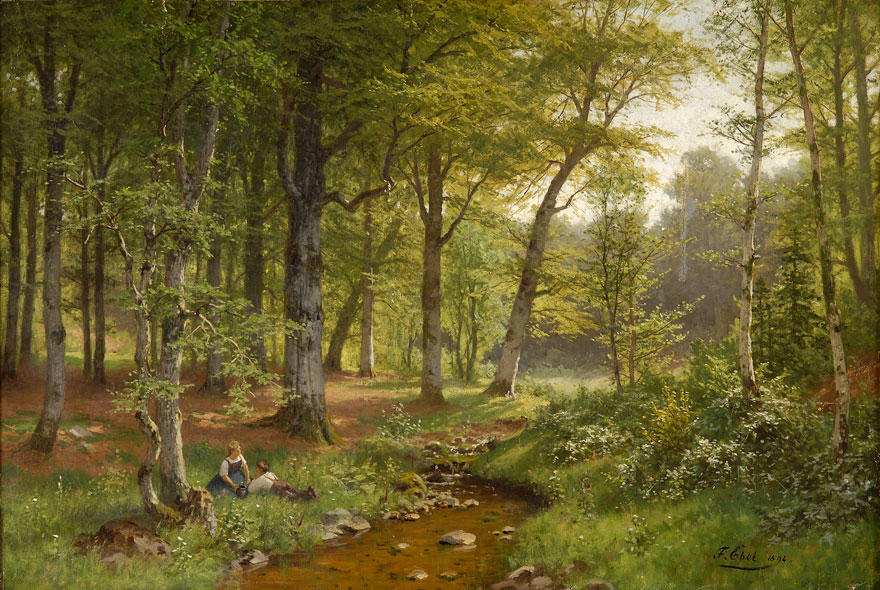
Die Beerensammler, 1894

Fritz Ebel hat vor allem Waldlandschaften der deutschen Mittelgebirge (Vogelsberg, Rhön, Spessart, Eifel, Harz) gemalt und wird deshalb als der Maler des deutschen Waldes bezeichnet. Aber auch Landschaftsmotive aus den Alpen, aus Norddeutschland und aus Südfrankreich finden sich in seinem Werk. Seine frühen Werke stehen noch unter dem Einfluss der Spätromantik. Doch davon löste er sich bald und ging über zu einer freieren, naturnahen Landschaftsauffassung, wie sie im Realismus vertreten wird. Gegen Ende seines Schaffens werden auch impressionistische Einflüsse spürbar.
Bei der Londoner Kristallpalast-Ausstellung des Jahres 1884 erhielt Fritz Ebel eine Bronze-Medaille.

## Werke
Die meisten seiner Werke sind in Privatbesitz. Das Hohhaus-Museum in seinem Geburtsort Lauterbach besitzt und zeigt mehrere Werke, u. a. „Spessartlandschaft“ (Öl auf Leinwand, 60 × 80 cm, undatiert). Weitere Werke befinden sich in der Kunsthalle Bremen, der Hamburger Kunsthalle, der Staatlichen Kunsthalle Hamburg, dem Museum der bildenden Künste Leipzig, dem Museum Wiesbaden, dem Von der Heydt-Museum Wuppertal und dem Museum Zitadelle in Jülich.